# Lainta-Cogbè
Lainta-Cogbè ist ein Arrondissement im Departement Zou in Benin. Es ist eine Verwaltungseinheit, die der Gerichtsbarkeit der Kommune Covè untersteht.

## Demographie
Gemäß der Volkszählung von 2013 hatte Lainta-Cogbè 4444 Einwohner, davon waren 2146 männlich und 2298 weiblich.

## Geographie und Verwaltung
Das Arrondissement liegt als Teil des Departements Zou im Süden des Landes. Es setzt sich aus den sechs Dörfern Adja, Aga, Bagon, Dangbéhonou, Dekpada und Makpegon zusammen.